# Église Sainte-Marie-Madeleine de Mont-Notre-Dame
L'église Sainte-Marie-Madeleine est une église située à Mont-Notre-Dame, dans le département de l'Aisne, en France.  Située sur une butte nommée le Mont Haut culminant à 122 mètres, l'église fait environ 63 mètres de hauteur. L'édifice actuel date des années 30 et est remarquable pour son architecture de style art déco. Début de sa construction le 14 avril 1933 à côté d'une collégiale détruite pendant la première guerre mondiale.

## Histoire

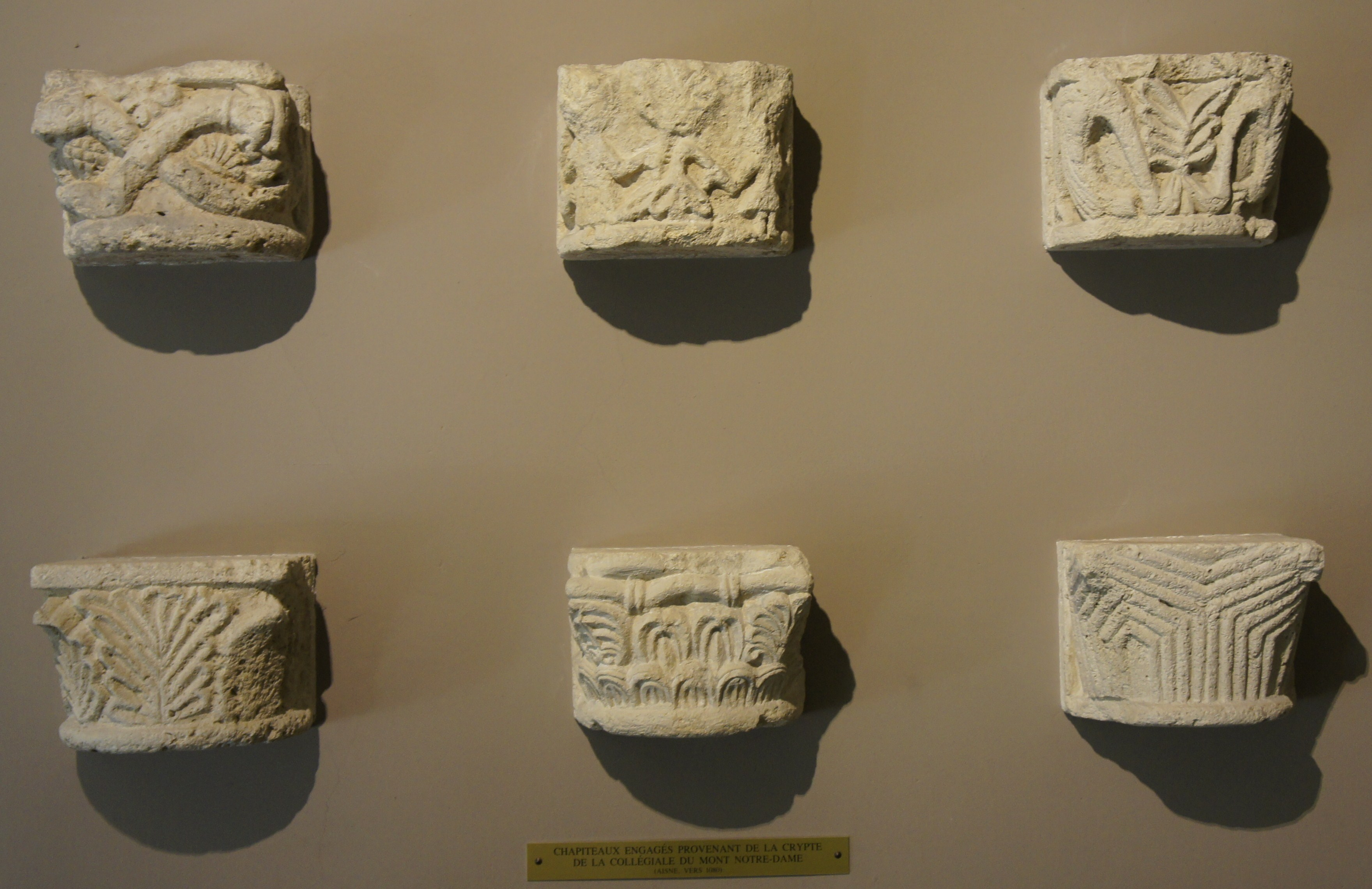
Chapiteaux romans provenant de la crypte, conservés au musée Saint-Remi.

La première église sur ce lieu stratégique de la route des sacres aux confins des diocèses de Soissons et de Reims est édifiée au IXe siècle par Girard de Roussillon, comte de Provence et de Bourgogne, dont l'épouse Berthe est la fille du comte Hugues de Soissons et une petite-fille de Charlemagne. Sa construction répond autant à une visée politique et religieuse en cette région de marche entre Neustrie et Austrasie, qu'au désir d'abriter dans un sanctuaire des reliques de sainte Marie-Madeleine, sauvées des incursions des sarrasins du Fraxinet à la Sainte-Baume. Au Xe siècle, plusieurs conciles s'y tiennent. Un chapître de chanoines y est institué à une époque inconnue. L'édifice reçoit plusieurs visites de saint Louis (le roi de France y ayant droit de gîte) ainsi que de Jeanne d'Arc. 

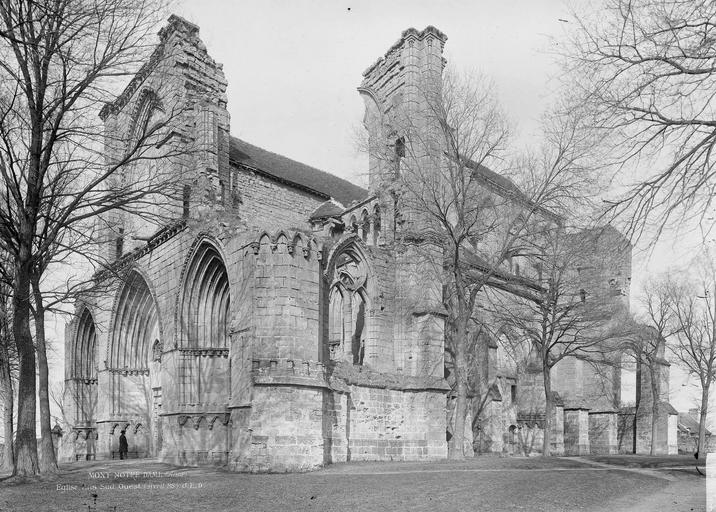
Avant la Grande Guerre, photographie de Camille Enlart.

La collégiale est reconstruite aux XIIe – XIIIe siècles dans le style gothique. En 1568, elle est pillée et incendiée par les huguenots, de nouveau incendiée en 1617 par accident. Lors de la guerre franco-espagnole, la cité est assiégée en 1650 par Léopold-Guillaume de Habsbourg, l'église bombardée perd ses deux tours, et de nombreux habitants s'y étant réfugiés périssent. En 1659, un ouragan emporte toiture et vitrages. Le chapître est alors dissout, et, réduite à sa nef, la collégiale devient église paroissiale. Le chœur devenu dangereux est démoli entre 1830 et 1850.
À la faveur de la bataille de l'Aisne, qui fait rapidement avancer les lignes allemandes vers le sud du département, elle reçoit la visite de l'empereur d'Allemagne Guillaume II le 17 juin 1918, et celui-ci admire son architecture. Mais, minée par l'armée allemande, elle est largement détruite le 3 août 1918, alors que les troupes françaises reprennent la localité.  Elle est en grande partie détruite lors de la première guerre mondiale. Seuls subsistent quelques chapiteaux de piliers et la crypte romane, toujours visibles.

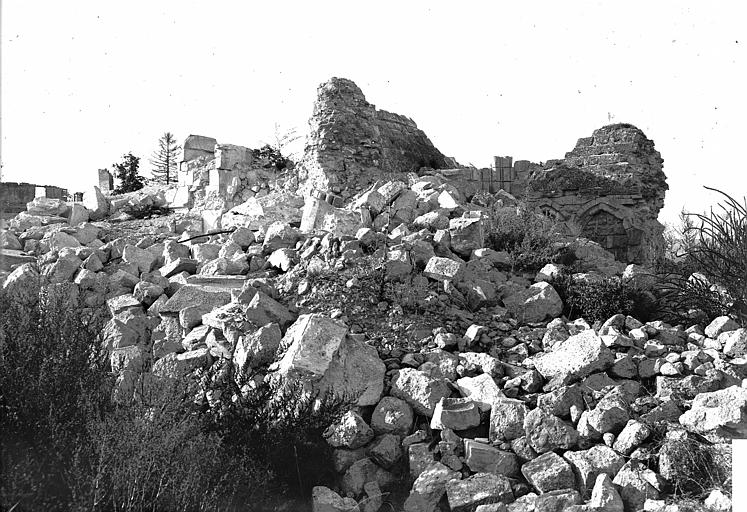
Décombres en 1920.

Lors de la Reconstruction, une nouvelle église monumentale est édifiée sur le même site, mais inversée dans son orientation pour des raisons géologiques, en 1929-1933 par les architectes Georges Grange et Louis Bourquin. L'utilisation du béton armé en fait une construction novatrice. Le décor sculpté est du au sculpteur rémois Ernest Sediey, les peintures à Eugène Chapleau, et les vitraux dessinés par René Bour sont réalisés par le maître-verrier parisien Jacques Damon. L'ensemble du décor de ferronnerie est l'œuvre du ferronnier d'art Marcel Decrion. C'est le projet de reconstruction le plus cher de toute la Picardie.
L'église a été classée aux monuments historiques à deux reprises : en 1888 pour son élévation médiévale, elle est déclassée en 1926 pour destruction.  La qualité de sa reconstruction lui vaut un nouveau classement en 1988.
La tombe de Marie-André Poniatowski se trouve dans le cimetière attenant à l'église.

## Description
L'église est en forme de croix latine et couronnée d'un dôme triangulaire. Elle comporte une grande surface de vitraux.

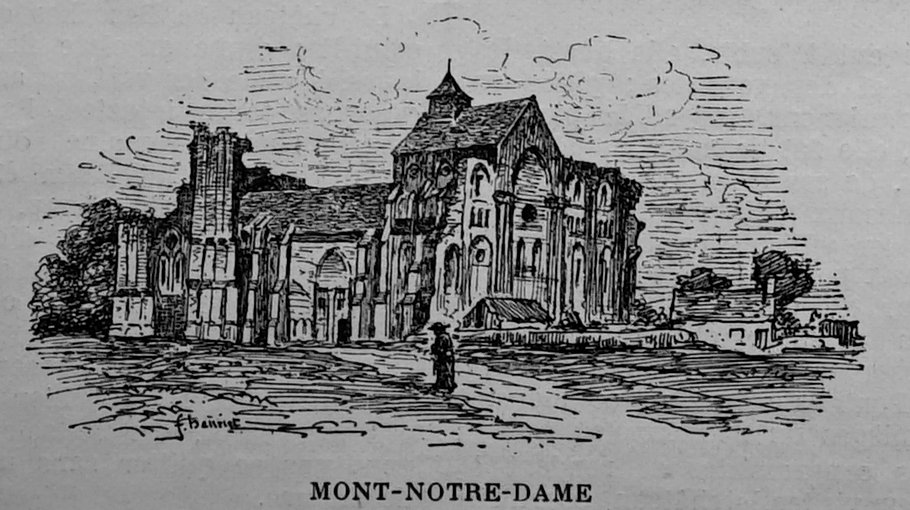
L'église en 1912
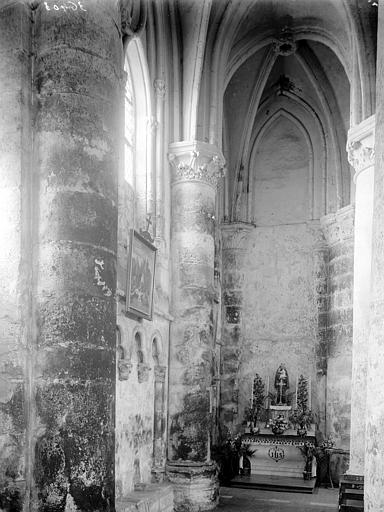
Bas-côté avant la Grande Guerre
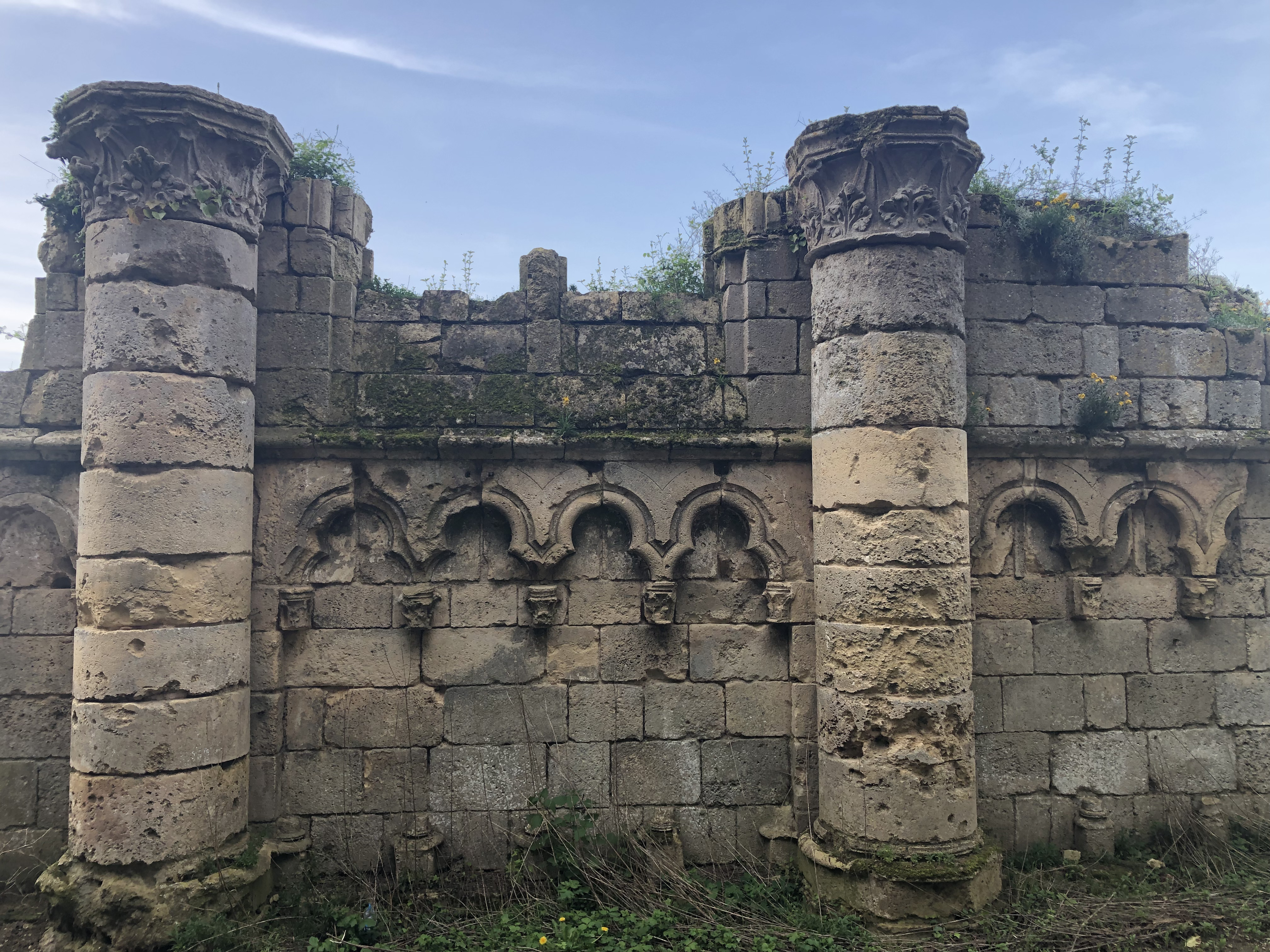
Vestiges de l'ancienne collégiale
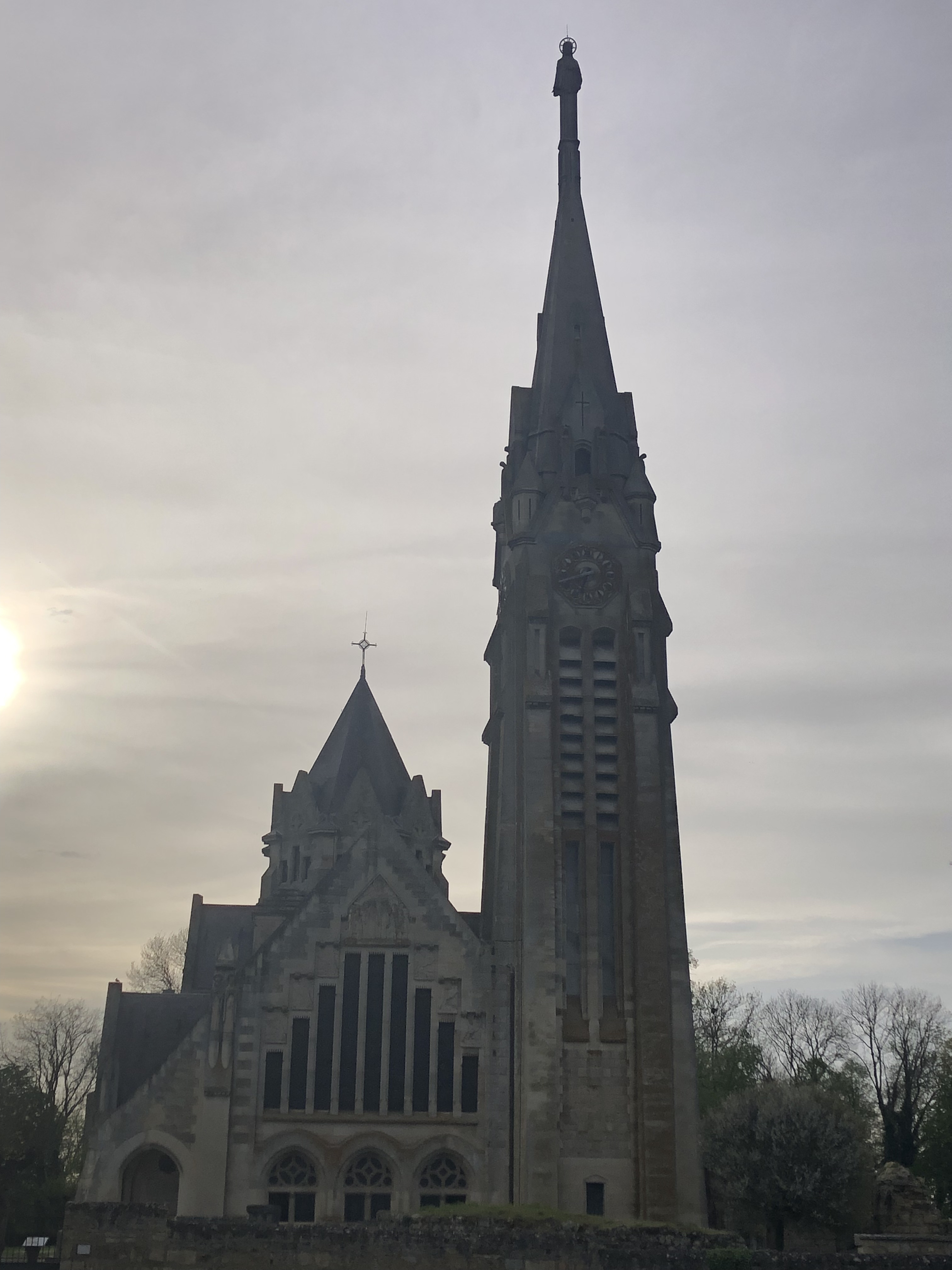
Vue de la nouvelle église
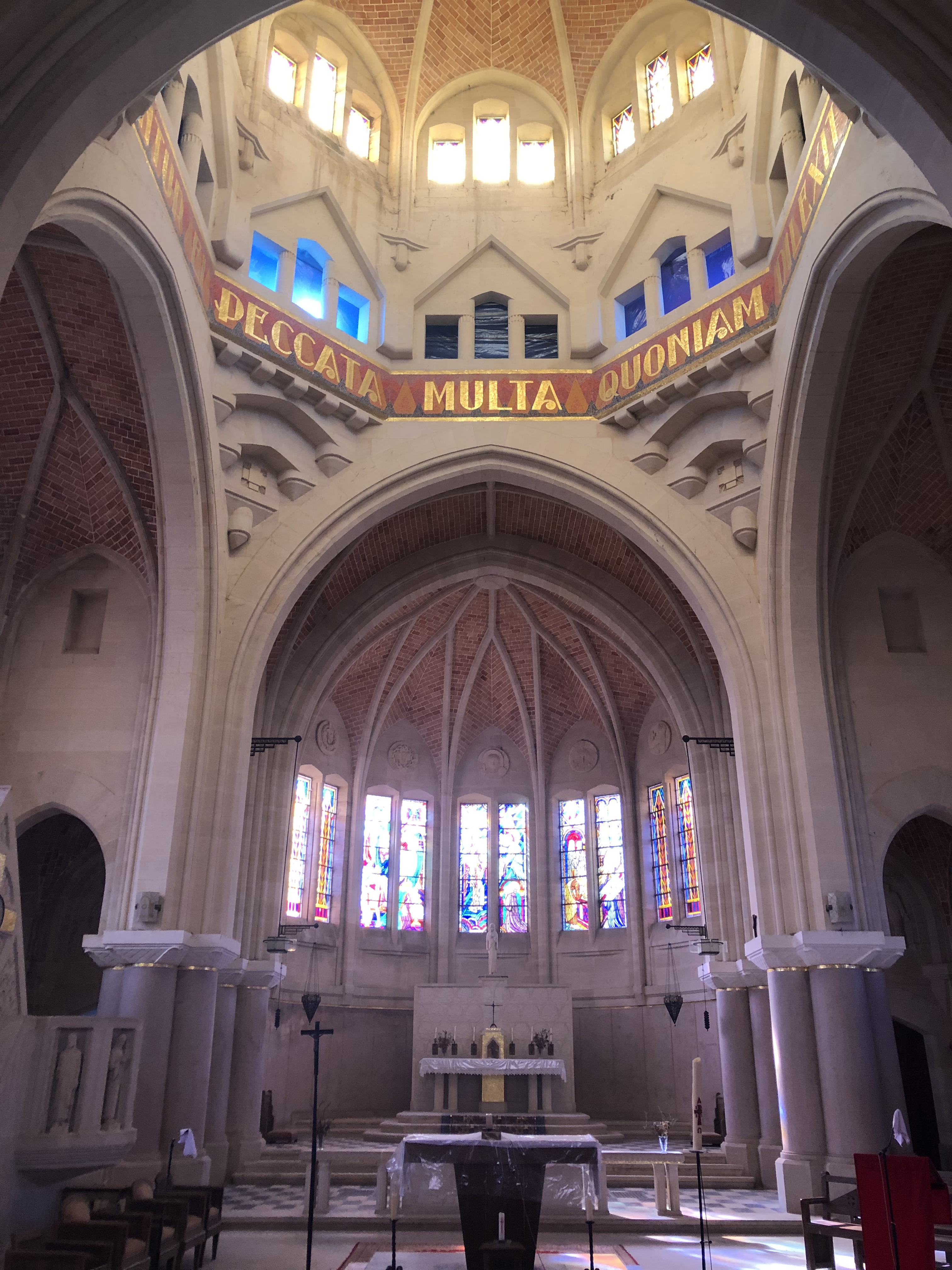
Intérieur vers l'Ouest
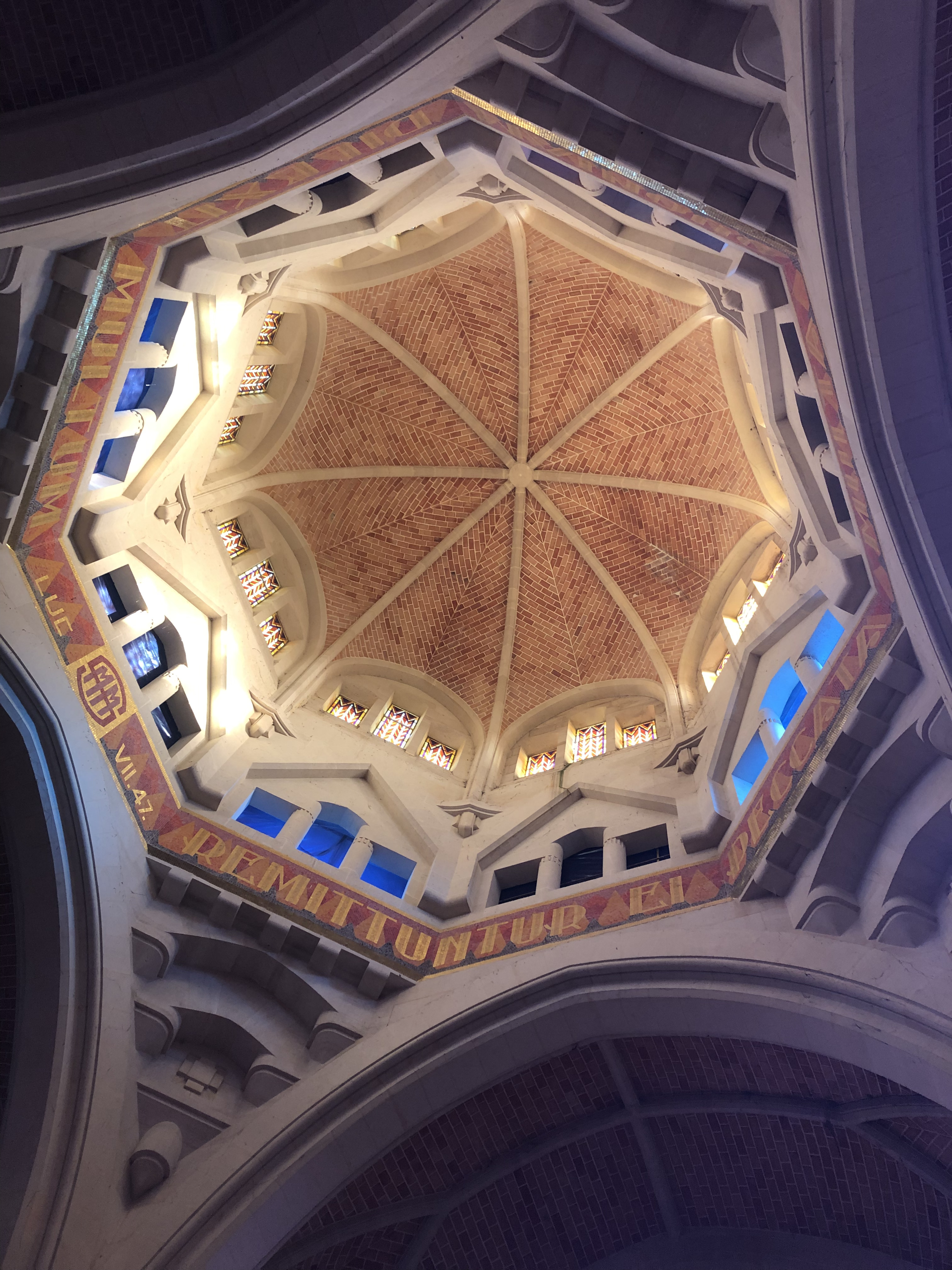
Vue du dôme
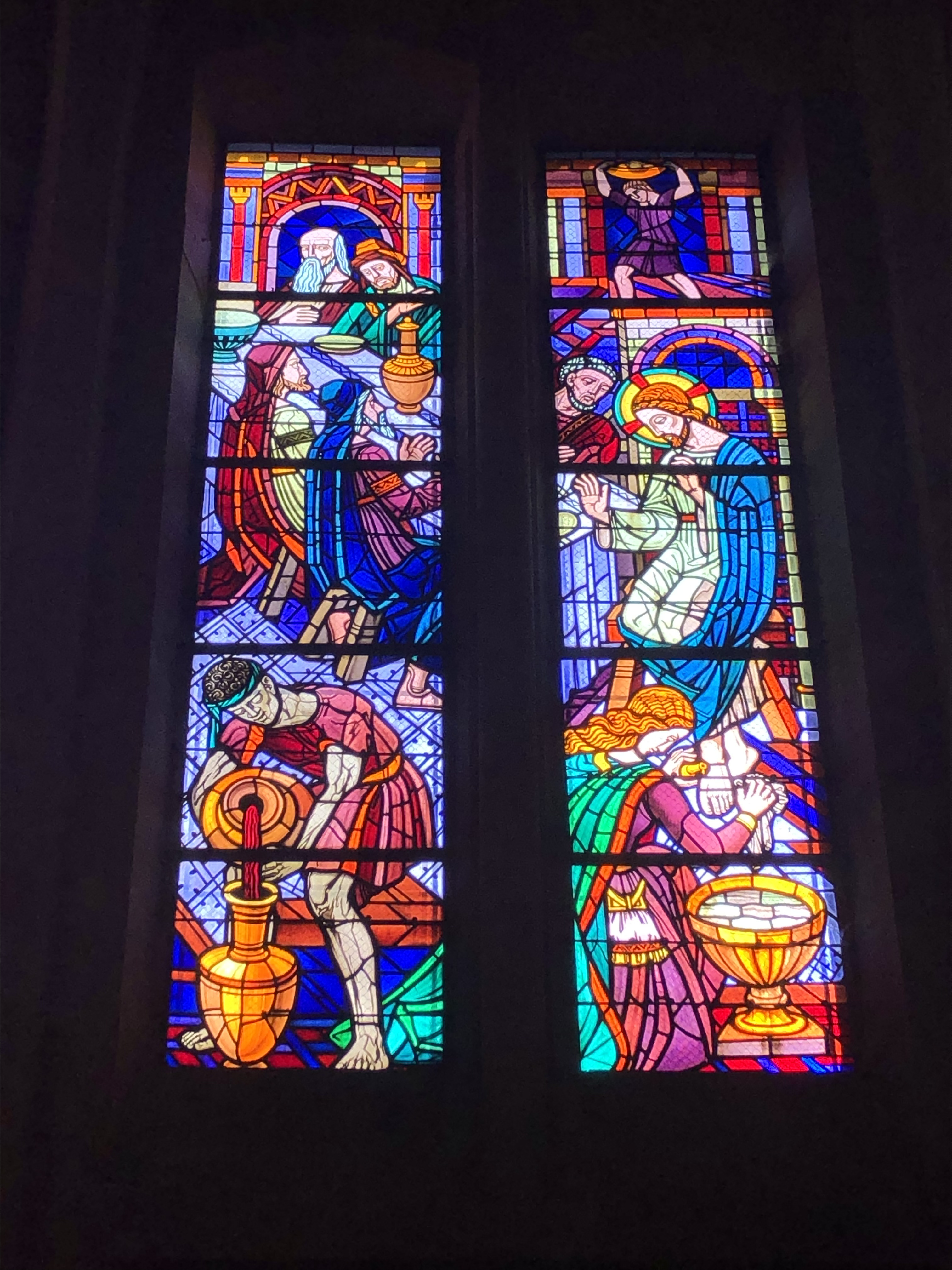
Vitrail de l'abside à gauche : Les noces de Cana
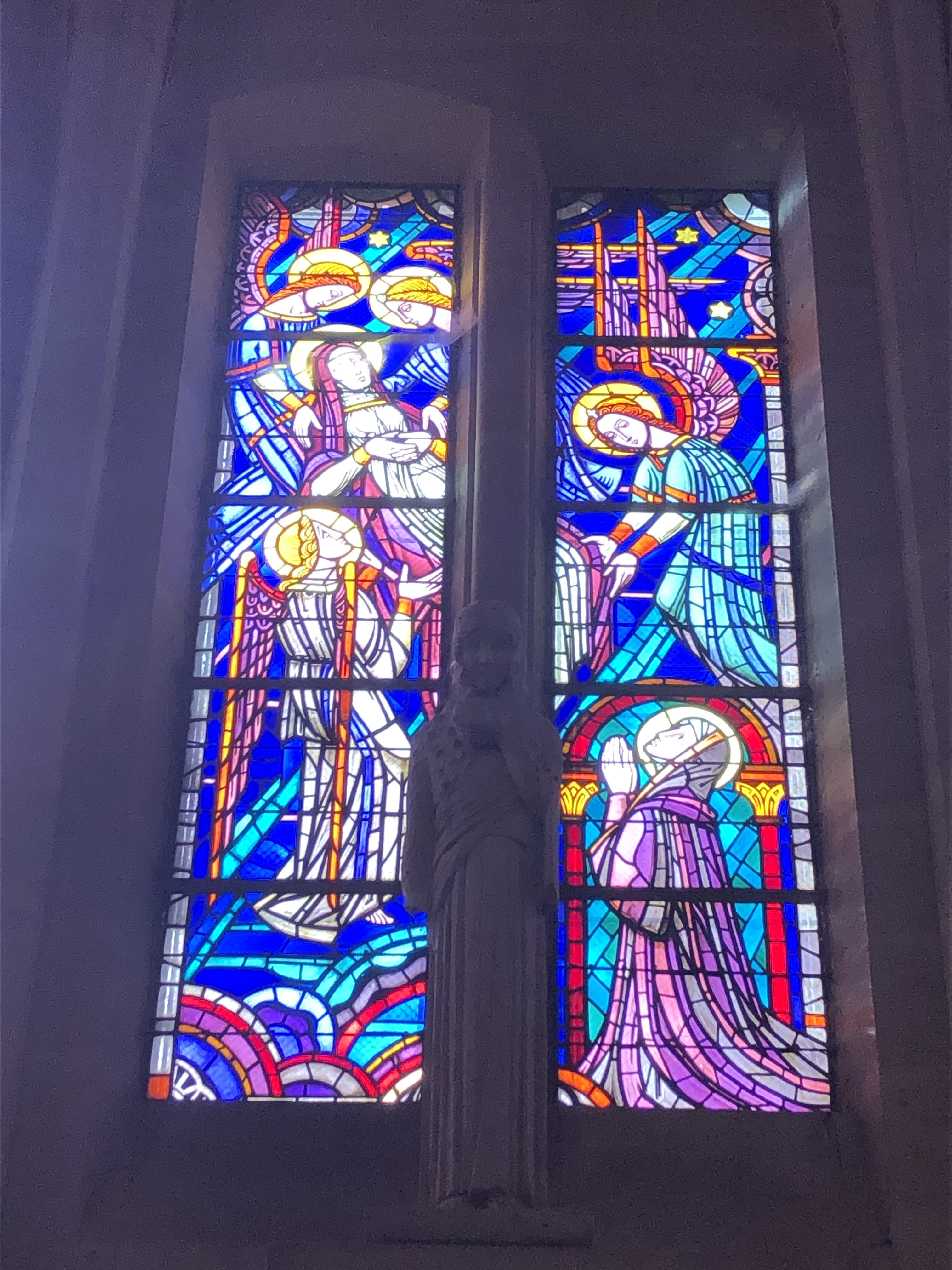
Vitrail de l'abside au centre : L'Assomption
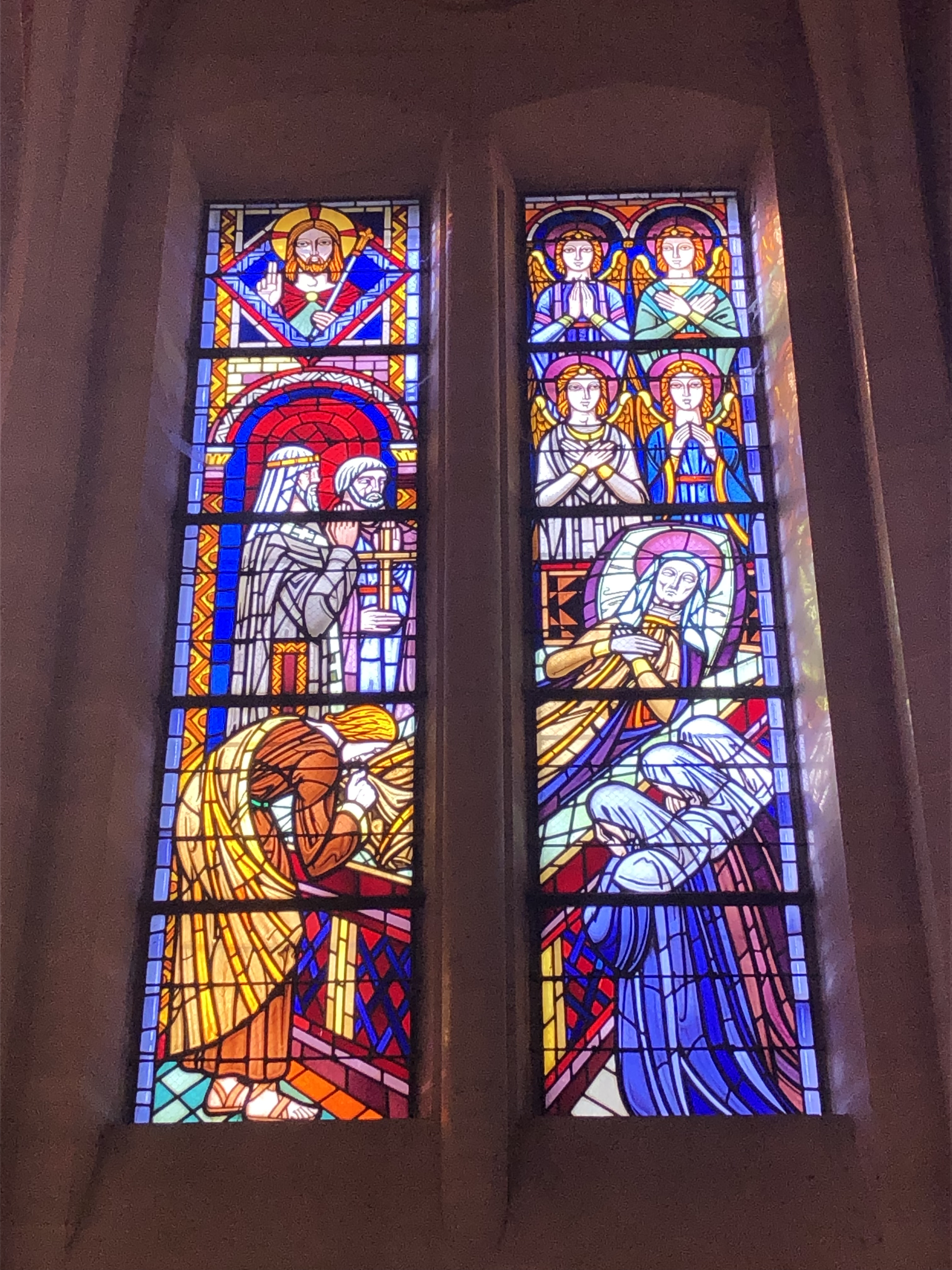
Vitrail de l'abside à droite : La Dormition
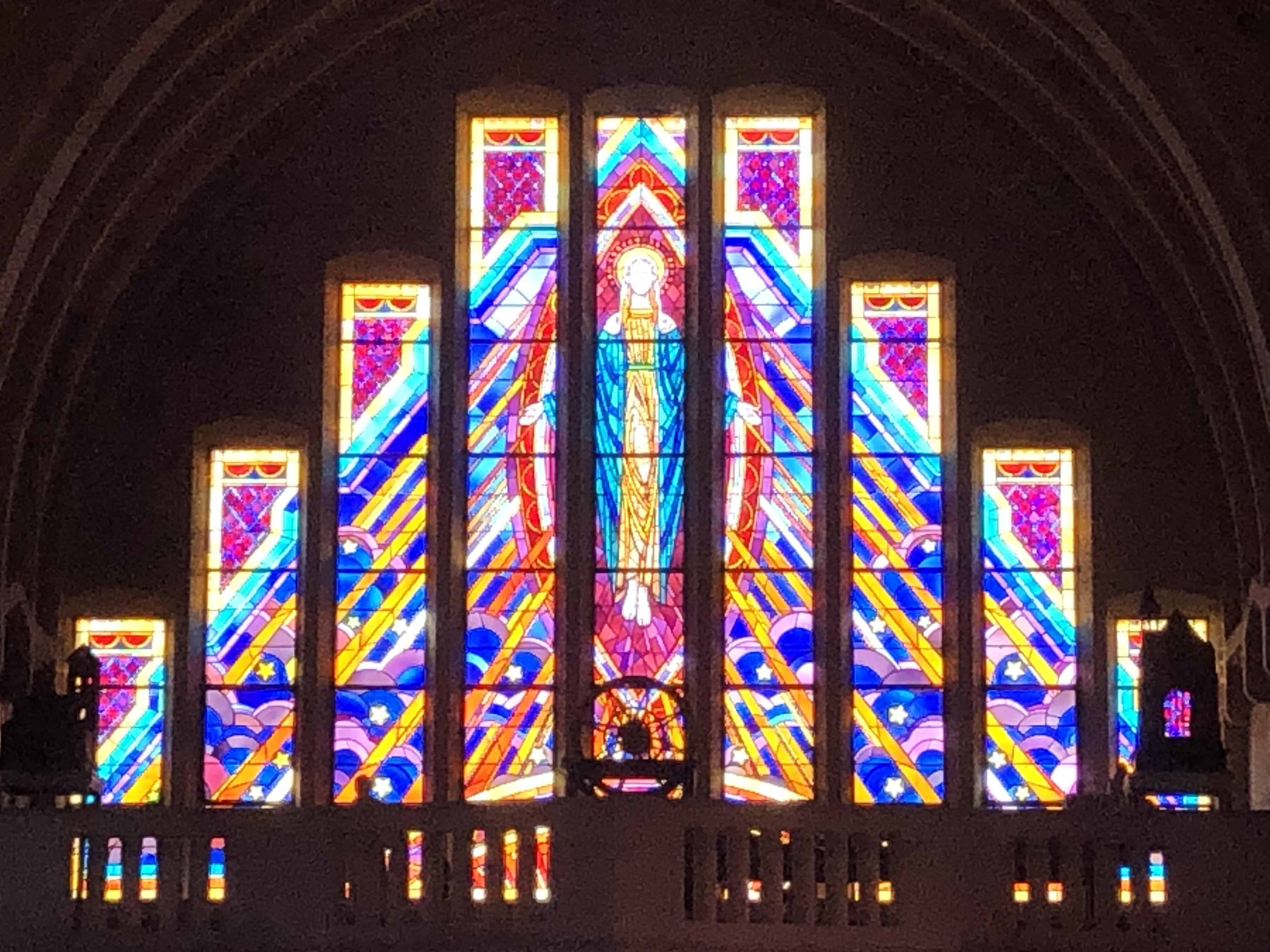
Verrière Est : L'Immaculée Conception
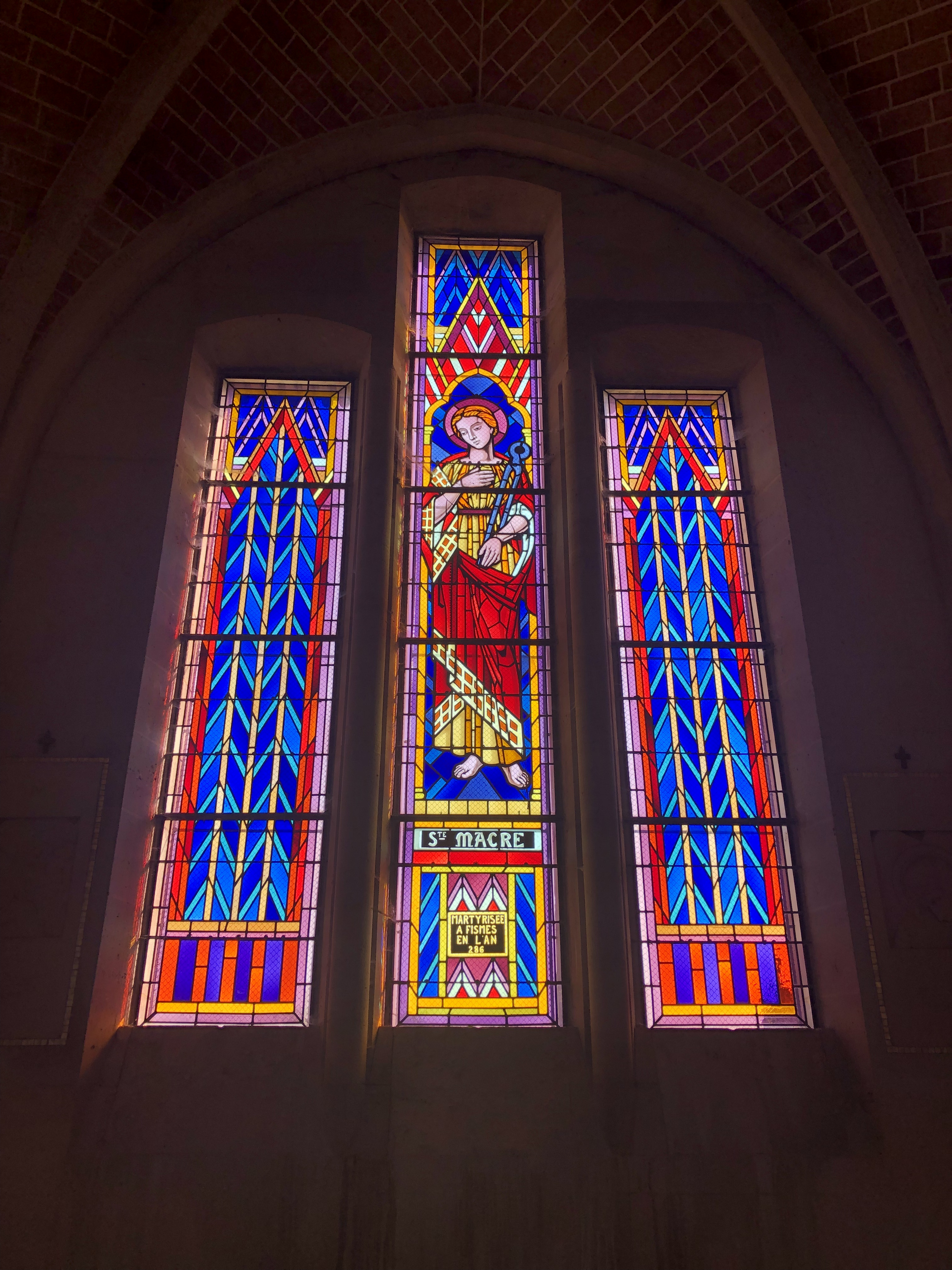
Sainte Macre
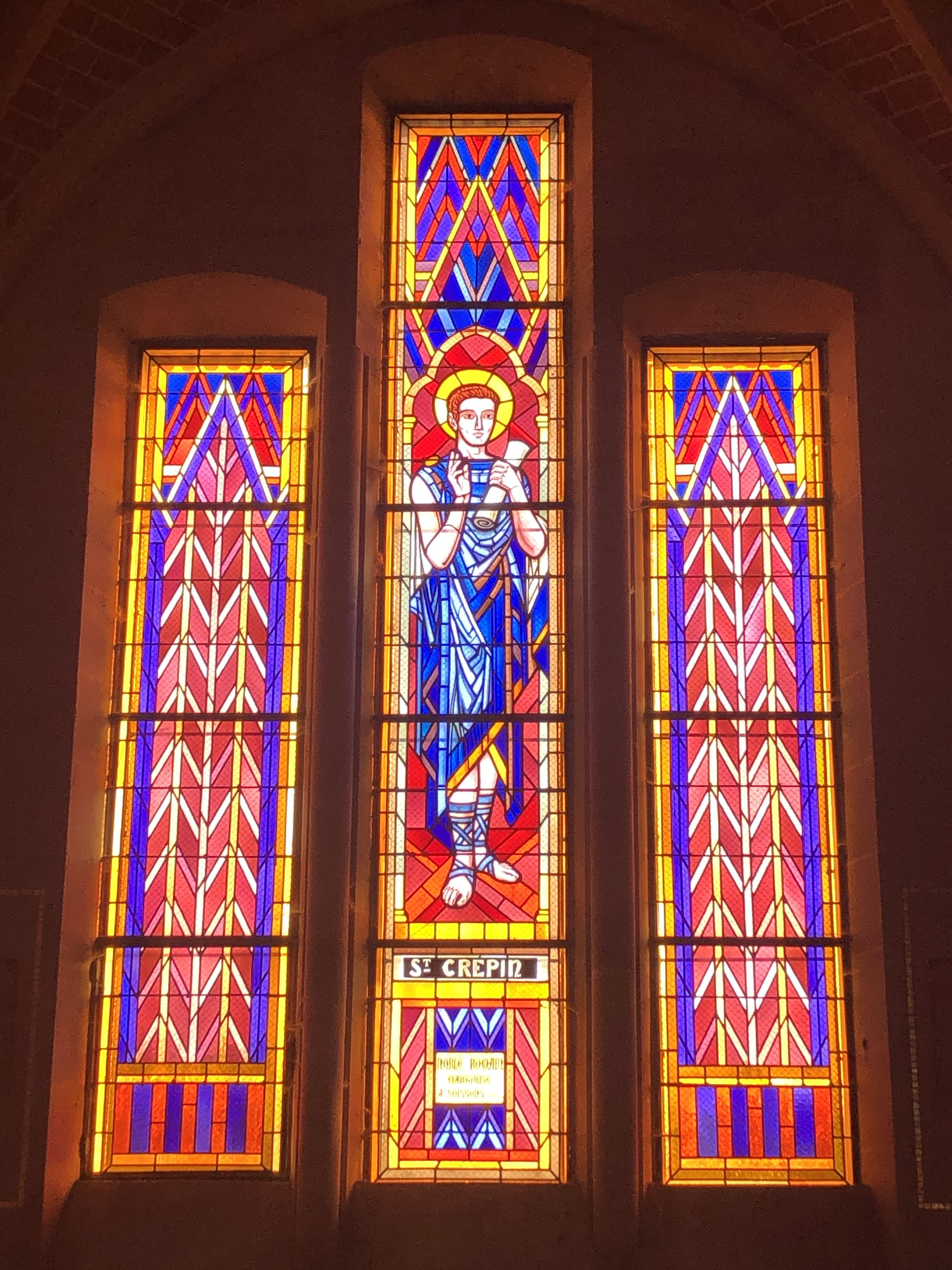
Saint Crépin
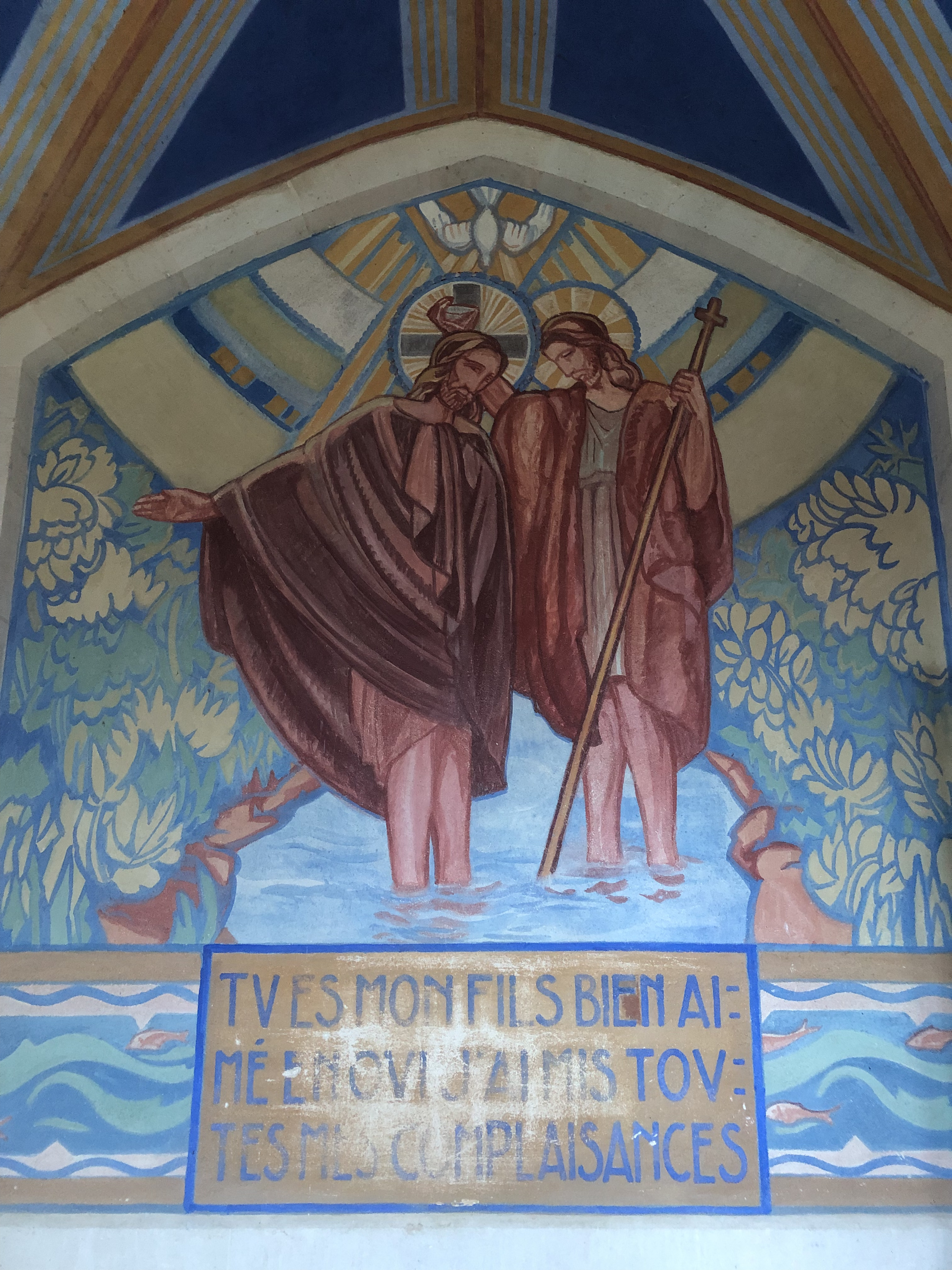
Peinture du baptistère : le baptême du Christ
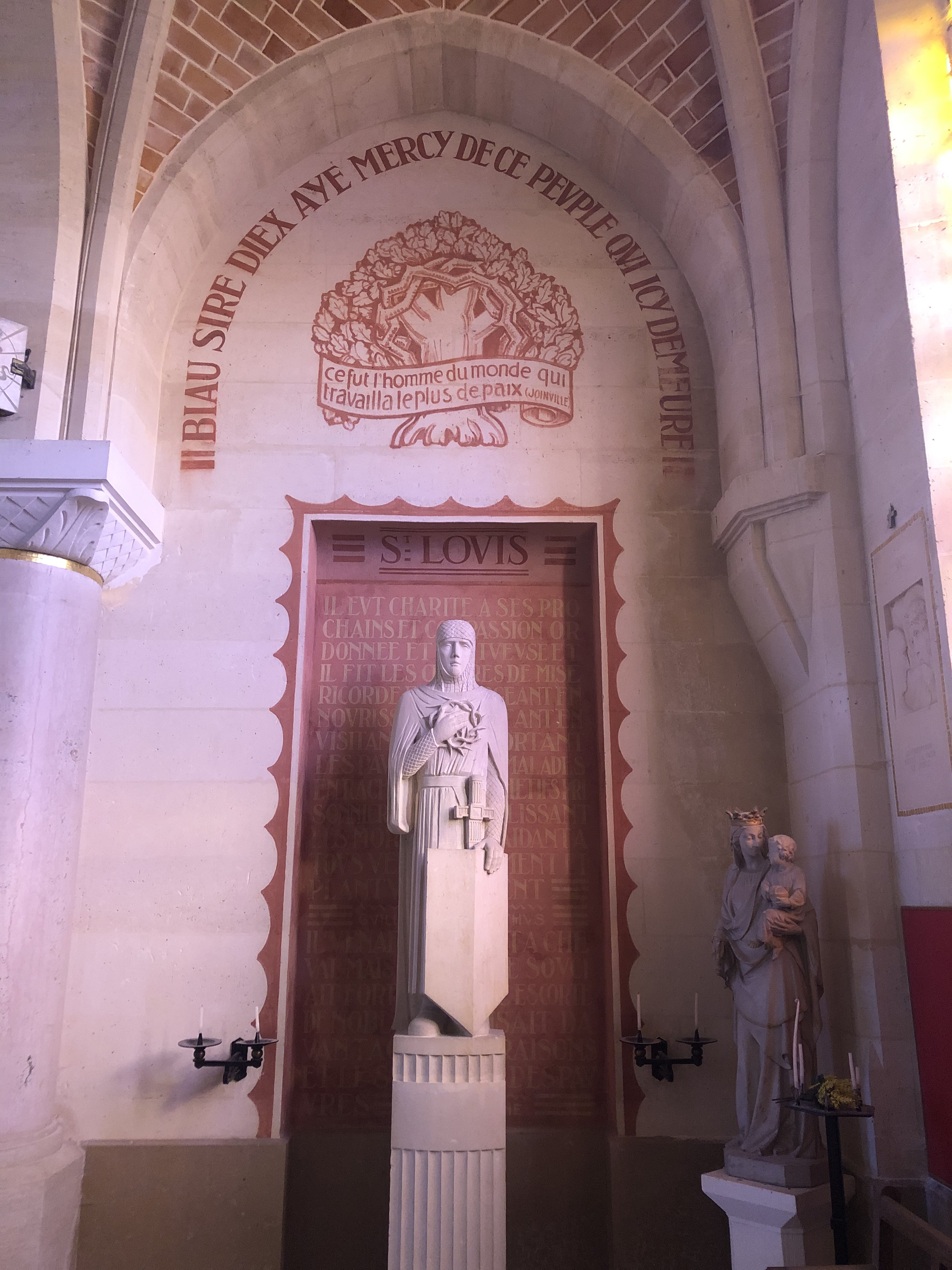
Statue de Saint Louis
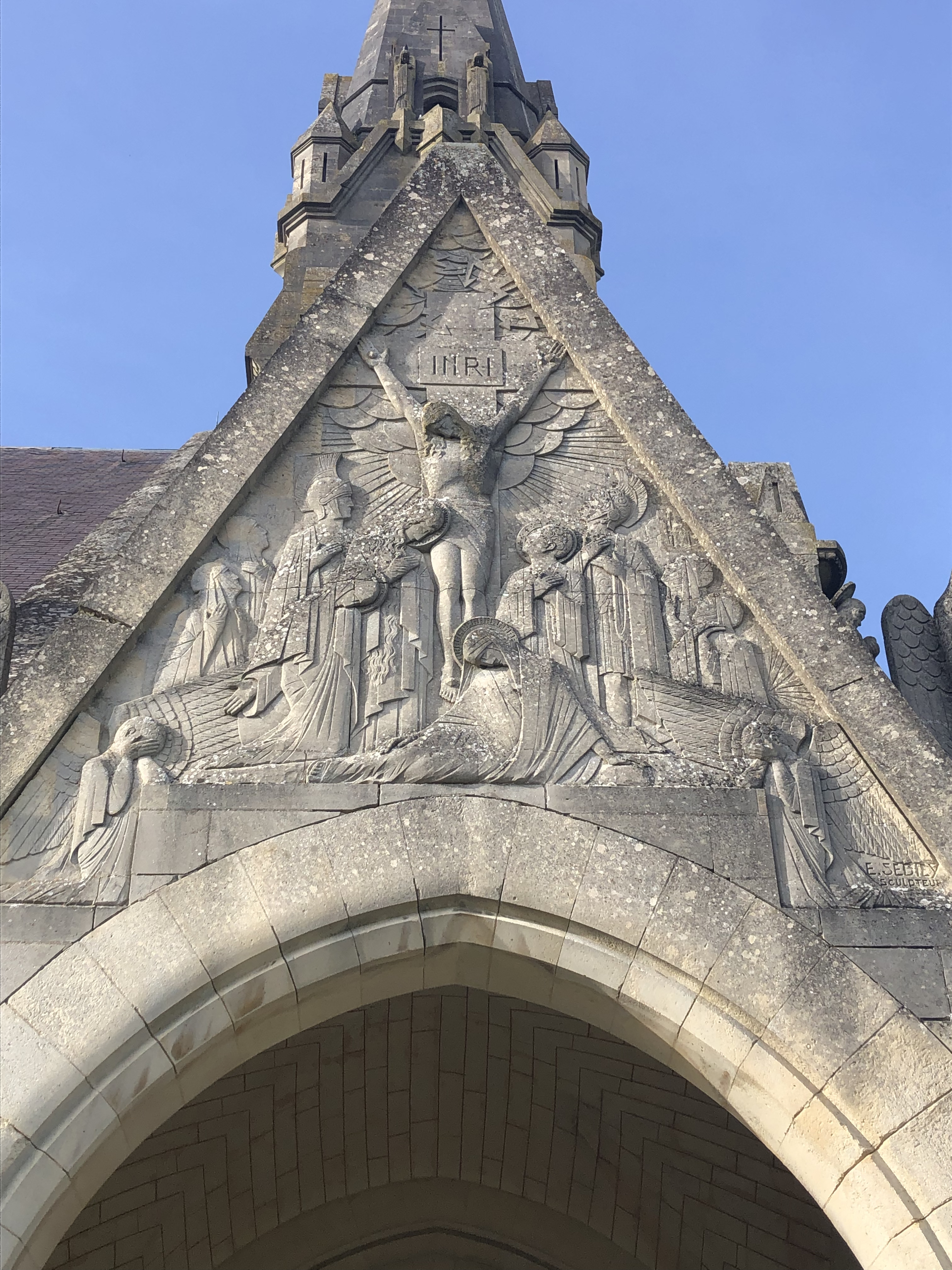
Bas-relief extérieur : le Calvaire
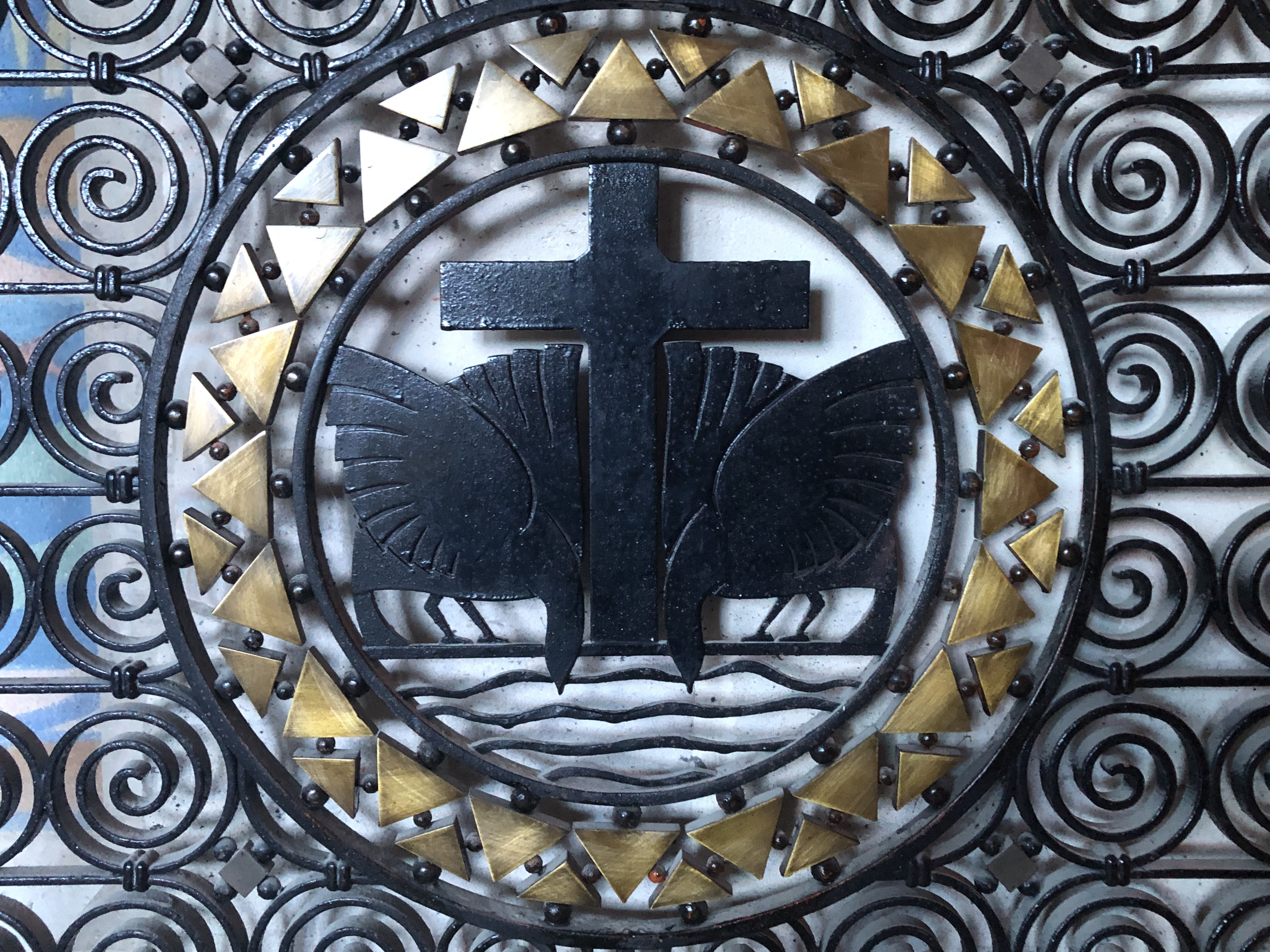
Détail d'une ferronnerie